# Antankarana
Antankarana (), maleno pleme s ekstremnog sjevera Madagaskara čiju južnu granicu čini rijeka Sambirano. Antankarana su dio šire zajednice Malagasa, te im je i jezik, dijalekt malgaškog. Žive od uzgoja stoke, te se u manjoj mjeri bave i sadnjom kukuruza, riže i kasave. U novije vrijeme mnogi odlaze na rad u tvornice u obližnjim gradovima. Svoje pokojne kao i plemena Betsimisaraka i Tanala ne zakapaju u zemlju, nego sanduk ostavljaju na tlu. 
Početkom 19. stoljeća pali su pod vlast naroda Merina i njihovog kralja Radama I.
Područje što ga naseljavaju prilično je stjenovito, te se i njihovo ime prevodi se kao "las gentes de las rocas" ili 'narod sa stijena'.

## Vanjske poveznice
- Antankarana
- Etno-karta Madagaskara